# Марильяно
Марильяно (итал. Marigliano) — город в Италии, располагается в регионе Кампания, в провинции Неаполь.
Население составляет 30 578 человек (на 2004 г.), плотность населения составляет 1377 чел./км². Занимает площадь 22 км². Почтовый индекс — 80034. Телефонный код — 081.
Покровителем коммуны почитается святой Себастьян, праздник ежегодно празднуется 20 января,	а также святой Вит.